# 植物採集
植物採集（しょくぶつさいしゅう）とは、植物を採集することである。さまざまな場合があるが、ここでは主として植物学的な標本作製を目的とする場合を解説する。

## 概説
植物を採集する機会はいろいろである。山菜摘みやワラビ取りから夏休みの宿題の草集めに植物学上の目的の採集、あるいは植物病理学上の試料採集、栽培目的の山野草集め、生け花に使う野草や果実の採取、芸術的押し花用の材料集めなど、多様な目的のためにひとは植物を採集する。科学的目的の場合には採集した植物は標本にする。植物の標本の標準は押し葉標本である。
押し葉標本は植物を新聞紙に挟んで圧迫し乾燥するもので、色や立体的な形は残せないものの、作りやすく保存性に優れている。
なお、ここで言う植物とは維管束植物（シダ植物・裸子植物・被子植物）のことである。藻類はもちろん、コケ植物も別ジャンルと認識されており、植物観察会などにおいても対象はこの範囲に限られる。

## 歴史
昆虫採集が長い歴史と伝統を持つように、植物採集にもそれがある。しかし、昆虫採集がどちらかと言えば個人の趣味として発達したのと比べて、植物採集は国家的事業として発展した側面が強い。もちろん、多くの個人的研究者が関わったわけであるが、様々な局面において国家がこの後押しをしたことがうかがえる。これは、一つには押し葉標本が昆虫標本ほどに趣味的な彩りを持ち得なかったのが一つの理由と考えられるが、それ以上に、国外の未知の植物は資源的価値が高い場合がままあったためであろう。コロンブスの昔から香辛料は危険な冒険の対象にもなり得たほどに貴重視された。
したがって、ヨーロッパ以外の植民地や異国への航路が開かれると、そこへの艦船には植物採集を行うものが同乗したものである。多くの場合にそれは船医であった。江戸時代に日本に渡来したオランダの医者たちは多くの植物をヨーロッパに持ち帰ったが、それもこのような流れの上にある。さらに下ってペリーが江戸に来航した際、及びその前に沖縄に立ち寄った際にかなりの植物採集を行っている。もちろん、それらは博物学の進歩にも大きな役割を果たした。それらの標本は公的な施設としてのハーバリウムに保存された。
個人的な範囲では、植物学を学ぶものが植物採集から入るのは少なくとも20世紀半ばまでは当然のことであった。南方熊楠は隠花植物を専門にしていたことで知られているが、高等植物に関しても欧米のものを含む膨大な標本を作製所有していた。日本では牧野富太郎のような大学者も植物採集会に参加し、一般市民に採集などを通じて植物学知識の普及に取り組んでいる。
小中学校の夏休みの自由研究においても植物採集は昆虫採集と並ぶ定番であった。ただし、この手の作品は現在では共にその数を減らしている。これは採集を残虐として嫌う傾向、及び理論立てしないことから科学ではないとの批判する向きが強まったことなどによる。それでも、植物採集は虫取りより気味悪い印象がないからか、女子を中心に一定数が見受けられる。

## 方法
まずは採集に出掛けなければならない。植物が生えていればどこでもいい訳であるが、やはり山奥には珍しいものがあるから、野外活動の用意は必要である。断崖絶壁には特殊な着生植物があるから、それを狙うには崖登りの用意が必要になる。ただ、これは昆虫とは違うところであるが、都会の空き地や埋立地などを中心に探す人もある。新しい帰化植物が見つかるからである。イネ科が趣味の人間など、そういうところを回っては新しい種が見つかったといって喜んでいる（表向きはちょっと困った顔で環境の荒廃を嘆いたりする）例がある。
昆虫採集と根本的に違う点は、昆虫は動き回るし隠れるから、ちょっと見では見つからず、捜し回り、追っかけ回し、待ち伏せし、あるいはおびき出す（トラップなど）などの作戦が必要になるのに対して、植物は動かないことである。したがって、とにかく捜し回るしかなく、広範囲をコンスタントに歩き回るようなやり方になりやすい。

## 道具
昆虫採集における捕虫網や毒瓶のように特別な道具は、植物採集では少ない。捕まえる道具は必要ないし、其処まで人口が多くないためもある。せいぜい剪定バサミと根掘り程度である。それぞれ園芸用のもので事足りる。ただ、根掘りの方は、土が硬い場合もあれば、根を切らなければならない場合もあり、できるだけ頑丈なものが望ましい。高枝切りバサミはたまには便利な場合もあるが、手が届かないものは大抵その程度では届かない。たまにはノコギリが必要な場合もある。
植物採集のための特殊な道具としては胴乱（どうらん）と野冊（やさつ）がある。
- 胴乱は採集した植物を収めるための道具で、古くはブリキ製で肩から紐でぶら下げるものであった。現在では使われることはまずない。今では採集品はビニール袋に入れることが多い。植物の標本はかさ張るので、ゴミ袋が重宝される。
- 野冊は、植物標本を収める新聞紙を束ねて持ち運びできるようにしたもの。要は二枚の板である。かつては竹で編んだものが多かった。現在ではベニヤ板二枚で代用することもある。普通は採集した植物を胴乱（現在ではビニール袋）にほうり込み、後でまとめて新聞紙にはさんで標本作りをする。しかし、柔らかいものや花びらが壊れやすい花などは、それまでに壊れてしまう可能性がある。そういったものは、採集してすぐに新聞紙に挟んでしまった方がよい。野冊は、それを持ち歩くためのものである。

## 採集部位
採集する部位は、可能であれば植物体全部である。当然ながら地下部を含む。出来れば根まで全部掘り取る。たとえば匍匐枝を出すかどうかなど、地下部にも重要な特徴があるからである。したがって無理やり引っこ抜くのはよくない。根掘りでしっかり掘り取って、水で洗って土を落として標本とするのが理想である。
ただし、専門家でない場合はこの限りではない。雑草などの場合はともかく、山野草などは数が少なくなっているものも多いから、保護の観点からも地上部の採取のみに止めるべきであろう。もちろん採集が禁止されているものを取ってはいけない。
樹木のように、全部を採集できない場合も多い。そのような場合、枝の一部を採集する。枝分かれの様子、そこから葉の着いている様子が分かるように採集する。枝に葉がどのように着いているか、たとえば互生か対生か、まばらにつくか束生するか、平らに広がるかなどの特徴は重要である。夏休みの宿題などでは葉っぱ一枚の標本が見かけられるが、それだけでは同定に困る場合も多いので、特に理由がなければ避けなければならない。また、一枚の葉が細かな小葉に分かれた複葉という構造を持つものの場合、どこまでが一枚の葉か分かりにくいものがあるが、その場合にも複数の葉を持つ枝を採集しなければならない。葉の付け根には芽があるが複葉の一部である小葉にはそれがないので、それに気をつければ大抵は見分けられる。
硬い枝は剪定バサミがあれば、それで切ればよい。しかし、中にはできるだけ剪定バサミを使わず、折り取るようにする採集家もいる。折れ口の特徴を残すためである。
なお、シダ類の場合、専門的な採集は別として、一般向には保護の観点から全株ではなく葉一枚の採集が奨励されている。ただし、鱗片などに重要な特徴があるから、葉柄の基部から取らなければならない。
植物の分類学上、最も重要な特徴は生殖器官にある。つまり胞子や花、果実などである。しかし、多くの植物ではそれらはごく一部の期間にしか形成されない。したがって、できるだけそれらのどれかを含んだものを標本として採集するように心掛ける。また、時期の違いで形も変化するので、様々な段階のものが含まれるよう配慮し、あるいは複数を手にいれる必要もある。
特に樹木ではその期間であっても、すべての枝につける訳ではないから、できるだけそれらがよく着いている枝を（手の届く範囲で）探さなければならない。もちろんない場合には泣く泣く葉だけで我慢する。しかし、花や果実がなければ決め手にはなりがたい。うまい時期の枝に行き当たった場合には、専門家は沢山標本を作る。後でよそのハーバリウムと交換できるからである。ちなみに、背の高い樹ほど高いところにだけ花や実をつけたがるので、採集はいよいよ困難である。熱帯多雨林で高木に成長し、しかも数年に一度しか花をつけないフタバガキ類などは、最近までほとんど手をつけられない存在であった。
なお、分類群によってはより時期の選定にうるさい場合もある。カヤツリグサ科やセリ科では、成熟した果実の形態が分類上重視され、それがない場合には同定できないことも多い。そういったことも事前に知っておかねばならない。

### 重複標本
上記のように、標本とするのに適した素材を見つけた場合、専門家は往々にして一度に複数の標本を作る。そのように同一の樹木から採集した複数の枝や、同一集団を作っている草の株は同一のものと見なすことが出来るので、これを重複標本という。それらは標本番号を付す場合も同じ番号をつけ、同一のものとして扱われる。たとえばその標本の一つを元に新種記載が行われた場合、その標本がホロタイプに指定されるが、その際にそれの重複標本はアイソタイプに指定される。たとえば専門家のいる国外にその標本を送って、それを元に新種記載が行われた場合、それを再検討する場合でもアイソタイプが国内に保存されていれば、はるかに容易に再検討が行える。

### 廃物利用の例
時に、自生蘭などの花を、見つけ次第折って回る人がある。これは、何も憎くてそうしているのではなく、花が咲いていると、心ないハイカーが根こそぎ持って行ってしまうからである。花がなくては種子が出来ないから困るが、根こそぎよりはましという判断である。このときへし折った花を標本にする例もある。花茎だけだと寂しいけれど、葉の１枚もつければまずまず見られる標本ができる。

## 事後処理
採集したものはできるだけ早く押し葉標本にする。できればその日のうちに押さえてしまった方がいい。宿泊込みでの採集行の際は、野冊はこの目的にも使われる。
根についた土はきれいに洗い落とす。葉に虫などついているものがあれば、これも取り去る。枯れた部分なども取り去るが、中には枯れ方や枯れた部分に意味があるものもあるので注意する。それ以降の処理については押し葉標本の項を参照されたい。

## 植物採集と自然保護
昆虫採集が自然破壊であると言われるように、植物採集もその面がある。いずれも伐採や土木工事を伴う大規模な開発に比べれば微々たるものではあるが、場合によっては特定の種を危機に追い込む場面がある。
植物の場合、より危険なのは山野草趣味など、園芸目的に関する採取である。そのために絶滅に瀕しているものは枚挙にいとまがない。
それに比べて、植物採集をする人間は数が少なく、そのような危険は少ないのであるが、それでもまずい例はある。例えばごく限られた場所にはえている植物には、やはり時々立ち寄っては採集をする場合がある。何しろ植物は逃げられないので、このような行為のために次第に数を減らしてしまう、という例がやはりあるのである。また、シダ植物には熱狂的なマニア層があり、集中的な採集で一気に数を減らしてしまう、という例もある。